# 商羯羅主
商羯羅主（しょうからしゅ、シャンカラスヴァーミン、梵: Śaṅkarasvāmin、6世紀の人）は、陳那の興した新しい仏教論理学（=因明）を継いだインドの因明学者である。
中国・日本の因明研究の中心的論書、『因明入正理論』を著わした。

## 著作
- 『因明入正理論』1巻